# Palm Island Shire
Palm Island Shire är en kommun i Australien. Den ligger i delstaten Queensland, omkring 1 200 kilometer nordväst om delstatshuvudstaden Brisbane. Antalet invånare var 2 446 vid folkräkningen 2016. Palm Island Shire omfattar ön Great Palm Island samt nio andra av de 12 öar som ingår i ögruppen Greater Palm Group.
Följande öar innefattas i Palm Island Shire:
- Great Palm Island
- Brisk Island (en ö)
- Eclipse Island (en ö)
- Esk Island (en ö)
- Falcon Island (en ö)
- Fantome Island
- Curacoa Island
- Havannah Island
- Barber Island
- Fly Island